# 志賀能郷
志賀 能郷（しが よしさと）は、鎌倉時代の武士。志賀氏の始祖。通称は豊前八郎。法名は信寂。

## 経歴
大友能直の八男として生まれる。母親は能直の妻・深妙（畠山重能の娘）。
貞応2年（1223年）11月27日に、父親が53歳で死去し、豊後国勝津留などの所領・所職（地頭職）を譲られる。
延応2年（1240年）に、母から豊後国大野荘志賀村の南方地頭職を譲られ、志賀氏を始める。

## 系譜
志賀能郷以降、志賀氏と大友氏は、文永11年（1274年）の元寇を機に、豊後国に戻り、ともに九州での勢力を拡大した。大友氏はその後、豊後・筑後国など北九州を支配した守護職・守護大名で、戦国時代には戦国大名に成長し、最盛期には豊後・筑後に加え豊前・肥前・肥後・筑前の6ヶ国と日向・伊予の各半国を領有する。